# Alberto Demicheli
Alberto Demicheli (ur. 7 sierpnia 1896 w Rocha, zm. 12 października 1980 w Montevideo) – urugwajski prawnik i polityk z Partii Colorado.
Demicheli urodził się jako syn Pedro Geronimo Demicheli Mussio i Balbina Lizazo Ballarena. Ożenił się z Sofía Álvarez Vignoli de Demicheli, z którą miał dwójkę dzieci.
Demicheli był znanym prawnikiem i ekonomistą, pełnił funkcję ministra spraw wewnętrznych w rządzie Gabriel Terra. Od 12 czerwca 1976 do 1 września 1976 był tymczasowym prezydentem Urugwaju.